# Peter Kindler
Peter Kindler (* 9. Januar 1960 in Garmisch-Partenkirchen) ist ein deutscher Jurist und Professor an der Universität München.

## Leben
Kindler nahm 1980 ein Studium der Rechtswissenschaft an der Universität München auf, das er 1985 mit der ersten juristischen Staatsprüfung abschloss. 1987 wurde er mit einer Arbeit zum „Ausgleichsanspruch des Handelsvertreters im deutsch-italienischen Warenverkehr“ zum Dr. jur. promoviert. Nach der zweiten juristischen Staatsprüfung 1988 war Kindler zunächst als Rechtsanwalt in München tätig. 1991 wurde er wissenschaftlicher Assistent an der Universität Konstanz. Dort habilitierte er sich 1995 mit einer Untersuchung zu gesetzlichen Zinsansprüchen im Zivil- und Handelsrecht.
Nach Lehrstuhlvertretungen an der Universität Konstanz und der Universität Bochum nahm Kindler zum 1. Oktober 1996 einen Ruf an die Universität Heidelberg an. Bereits im November 1996 wechselte er an die Universität Bochum. Von April 2007 bis September 2011 lehrte Kindler an der Universität Augsburg. Seit dem 1. Oktober 2011 hat Kindler den Lehrstuhl für Bürgerliches Recht, Handels- und Gesellschaftsrecht, Internationales Privatrecht und Rechtsvergleichung an der Universität München inne.
Kindler ist u. a. Generalsekretär der „Vereinigung für den Gedankenaustausch zwischen deutschen und italienischen Juristen“ und Mitglied des „Istituto Lombardo-Academia di Scienze e Lettere“. Seine Hauptarbeitsgebiete sind
- Deutsches und internationales Gesellschaftsrecht
- Deutsches und internationales Vertragsrecht (insbesondere Kaufrecht, Vertriebsrecht)
- Deutsches und internationales Insolvenzrecht
- Italienisches Zivil- und Wirtschaftsrecht

Er gehört zu den deutschen Mit-Herausgebern der Zeitschrift The European Legal Forum.

## Veröffentlichungen (Auswahl)
- Der Ausgleichsanspruch des Handelsvertreters im deutsch-italienischen Warenverkehr. Lang, Frankfurt a. M./Bern/New York/Paris 1987, ISBN 3-8204-0120-2.
- Einführung in das italienische Recht. 2. Aufl., C. H. Beck, München 2008, ISBN 3-406-37770-X.
- Italienisches Handels- und Wirtschaftsrecht. 2. Aufl., Deutscher Fachverlag, Frankfurt a. M. 2014, ISBN 978-3-8005-1514-1.
- Grundkurs Handels- und Gesellschaftsrecht. 7. Aufl., C. H. Beck, München 2014, ISBN 978-3-406-55826-9.
- Internationales Handels- und Gesellschaftsrecht, In: Münchener Kommentar zum BGB, 6. Aufl., C. H. Beck, München 2015, ISBN 978-3-406-66540-0.
- Internationales Insolvenzrecht, In: Münchener Kommentar zum BGB, 6. Aufl., C. H. Beck, München 2015, ISBN 978-3-406-66540-0.
- Kommentierung der §§ 105-237 HGB (Personengesellschaftsrecht), In: Koller/Kindler/Roth/Morck (Hrsg.), Handelsgesetzbuch, 8. Aufl., C. H. Beck, München 2015, ISBN 978-3-406-66833-3.